# 北京師範大学
北京師範大学（ペキンしはんだいがく、英語: Beijing Normal University）は、北京市新街口外大街19號に本部を置く中国の公立大学。1902年創立、1902年大学設置。
簡体字中国語: 北京师范大学、拼音: Běijīng Shīfàn Dàxué。百年余の歴史を持ち、重点大学・国家重点投資建設校に指定されている。
副部級大学の一つとして、大学の略称は北師大である。複数の国家重点実験室も持っている。卒業生にはノーベル賞受賞者2名。

## 概要
北京校は2004年の在校学生2万人余り、内本科生（学部学生）8,300人、研究生（大学院生）8,800人、長期留学生1,500人、教職員3,000人を有する。19学院と6系（いずれも学部）、14研究所を有する。北京大学、清華大学、中国人民大学ともに北京四大大学と称される。キャンパスは北京に門外新華街の旧址を南校、定阜大街の輔仁大学校跡を北校と呼び、海淀区北太平庄の新校舍（新街口外大街19号）とあわせ、82万平方メートルの校地を占める。西蔵大学を支援している。

## 歴史
1902年に京師大学堂師範館として創立され、1912年に北京高等師範学校と改称し、1923年に正式に国立北京師範大学となった。1928年に北京が北平と改称されたため、国立北平師範大学と改称し、1931年に北平大学女子師範と合併した。1937年の日中戦争勃発により、北平大学・北洋工学院とともに陝西省に疎開して西北連合大学になった。
1941年に師範学院部分は西北師範学院として甘粛省蘭州に移転した。1946年に北平に復帰したが、西北師範学院もそのまま継続された。中華人民共和国成立後、1950年に現行の北京師範大学となり、1952年に輔仁大学と合併した。2012年以来、董奇が学長に就任している。
北京師範大学にはBRICS大学連盟の本部が置かれる。2015年10月、BRICSの5か国の約40の大学が北京師範大学に集まって北京コンセンサスを宣言し、BRICS大学連盟の設立を決定した。

## 著名な出身者
- 陳垣 - 北京師範大学の校長
- 黄現璠 - 中国現代民族学研究の先駆者の1人とされ、中国チワン学の第一人者として知られる
- 浦熙修（中国語版） - ジャーナリスト
- ウーアルカイシ
- ウー・ウェン
- 劉暁波 - 文学修士と博士、ノーベル平和賞受賞者
- 莫言 - 文学修士、ノーベル文学賞受賞者
- 雷蕾 - 在日中国人実業家、YouTuber